# Los Porongas
Los Porongas é uma banda de rock brasileira.

## História
A Banda começou sua carreira em 2003 quando duas gerações de músicos começaram a tocar juntos em Rio Branco, Acre.
Em 2005 lançaram o primeiro EP, por um selo independente local, o Catraia Records. Em 2006, passaram a se apresentar em festivais independentes e assinaram com o selo Senhor F Discos, o que possibilitou a gravação de seu primeiro disco “Los Porongas”. Gravado em Brasília e produzido por Philippe Seabra (Plebe Rude), o lançamento foi eleito pela Rolling Stone como um dos melhores álbuns brasileiros de 2007.
Logo depois de lançar o disco a banda se mudou para São Paulo onde seguiu se apresentando em palcos como o do Itaú Cultural, onde gravaram seu primeiro DVD, em 2008, Centro Cultural Banco do Brasil, Sesc Pompéia e Centro Cultural São Paulo.
Em 2011 lançaram “O Segundo Depois do Silêncio, pelo selo Baritone Records, com patrocínio do Projeto Pixinguinha. O disco tem a participação de Hélio Flanders (Vanguart), Maurício Pereira (Os Mulheres Negras) e teve uma faixa produzida em parceria com o eterno guitarrista da Legião Urbana, Dado Villa-Lobos. O trabalho foi recebido com entusiasmo pela crítica e a banda passou pela prova do segundo disco, que foi considerado por vários veículos como um dos melhores discos nacionais do ano.
Recentemente conseguiram financiar a gravação de seu terceiro disco por meio de contribuições populares

## Integrantes
Los Porongas é Diogo Soares (voz), Carlos Gadelha (guitarra), Márcio Magrão (baixo), Jorge Anzol (bateria). Em agosto de 2011, João Eduardo, integrante da formação original, decidiu se afastar e Carlos Gadelha (O Jardim das Horas), que participou da produção e foi o responsável pela mixagem do novo álbum, assumiu as guitarras.

## Discografia
- 2007 —  Los Porongas
- 2011 —  O Segundo Depois do Silêncio
- 2015 —  Infinito Agora